# Black Brook (Wisconsin)
Black Brook es un pueblo ubicado en el condado de Polk en el estado estadounidense de Wisconsin. En el Censo de 2010 tenía una población de 1.325 habitantes y una densidad poblacional de 14,64 personas por km².

## Geografía
Black Brook se encuentra ubicado en las coordenadas 45°15′15″N 92°19′55″O / 45.25417, -92.33194. Según la Oficina del Censo de los Estados Unidos, Black Brook tiene una superficie total de 90.52 km², de la cual 88.54 km² corresponden a tierra firme y (2.18%) 1.98 km² es agua.

## Demografía
Según el censo de 2010, había 1.325 personas residiendo en Black Brook. La densidad de población era de 14,64 hab./km². De los 1.325 habitantes, Black Brook estaba compuesto por el 98.42% blancos, el 0.08% eran afroamericanos, el 0.23% eran amerindios, el 0.08% eran asiáticos, el 0% eran isleños del Pacífico, el 0.45% eran de otras razas y el 0.75% pertenecían a dos o más razas. Del total de la población el 2.04% eran hispanos o latinos de cualquier raza.